# Divonne-les-Bains
Divonne-les-Bains [divɔn le bɛ̃] ist eine französische Stadt, ein Thermalkurort sowie ein Sport- und Freizeitzentrum im Département Ain in der Region Auvergne-Rhône-Alpes. Sie gehört zum Kanton Gex, zum Arrondissement Gex und ist Mitglied im Gemeindeverband Pays de Gex Agglo.

## Geographie
Divonne-les-Bains liegt auf 484 m, acht Kilometer westsüdwestlich von Nyon und etwa 17 Kilometer nördlich der Stadt Genf (Luftlinie). Der Kurort erstreckt sich im äußersten Nordosten des Pays de Gex an aussichtsreicher Lage am Fuß des Juras unterhalb der Dôle, an der Versoix, einem Zufluss des Genfersees. Divonne-les-Bains befindet sich in unmittelbarer Nähe der Grenze zur Schweiz und ist die östlichste Gemeinde des Departements Ain.

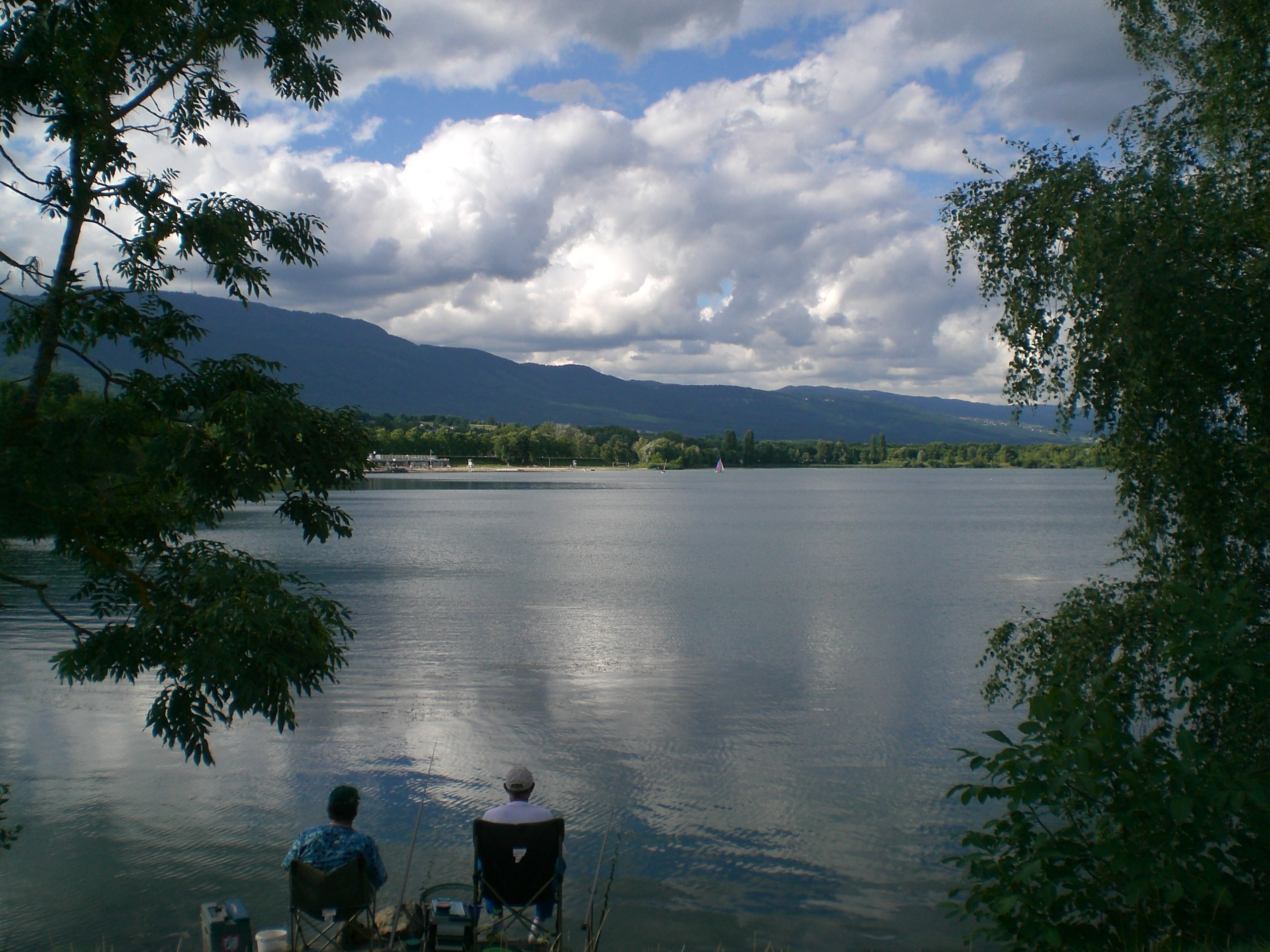
Lac de Divonne

Die Fläche des 33,88 km² großen Gemeindegebiets umfasst einen Abschnitt des Pays de Gex. Das Gebiet zerfällt in zwei naturräumlich sehr unterschiedliche Teile. Der südöstliche Teil wird von der einstmals moorig-sumpfigen Ebene eingenommen, die von der Versoix entwässert wird. Heute sind große Abschnitte des Moores drainiert, und am Ortsrand wurde der Badesee Lac de Divonne (466 m) geschaffen, eine Attraktion für Wassersportler. Natürliche Sumpflandschaften gibt es noch entlang dem gewundenen Lauf der Versoix, welche auf weiten Strecken die Grenze zur Schweiz bildet. Ihr Wasser bezieht die Versoix, die im Oberlauf Divonne genannt wird, aus verschiedenen Quellen im Bereich des Dorfes und am Jurafuß.
Nordwestlich an die Ebene schließt ein sanft zum Jura hin ansteigendes, landwirtschaftlich intensiv genutztes Plateau an (500 bis 580 m). Dieses Plateau wird westlich von Divonne-les-Bains vom Mont Mussy (704 m) überragt, einer dem Jura vorgelagerten Waldhöhe.
Die gesamte nordwestliche Gemeindehälfte wird vom breiten Kamm der vordersten Jurakette eingenommen. Sie bildet aus geologischer Sicht eine Antiklinale, die überwiegend aus Sedimenten der oberen Jurazeit besteht. Ihr steiler, gegen Divonne-les-Bains gerichteter Hang ist dicht bewaldet (Bois de Majorat und Bois de Vésenex) und wird durch verschiedene Erosionsrinnen untergliedert. Mit 1447 m wird auf dem überwiegend bewaldeten Jurakamm südwestlich des Gipfels der Dôle die höchste Erhebung von Divonne-les-Bains erreicht. Hier befinden sich auch typische Karsterscheinungen wie Karrenfelder und Dolinen. Im äußersten Westen reicht das Gemeindeareal bis in das Juralängstal Combe de Mijoux sowie zur Quelle der in dieser Talfurche entspringenden Valserine. Das zum Hochjura gehörende nördliche Gemeindegebiet von Divonne-les-Bains ist Teil des Naturreservats Haute Chaîne du Jura und des Regionalen Naturparks Haut-Jura, mit dem die Gemeinde als offizieller Zugangsort assoziiert ist.
Zu Divonne-les-Bains gehören neben der eigentlichen Ortschaft auch verschiedene Dörfer und Weiler, darunter:
- Arbère (504 m) auf dem Plateau am Südostfuß des Mont Mussy
- Plan (492 m) auf dem Plateau nördlich an Divonne-les-Bains anschließend
- Villard (527 m) auf dem Plateau am Jurafuß
- Vésenex (497 m) auf dem Plateau am Jurafuß
- Crassy (473 m) am rechten Ufer des Boiron de Nyon direkt an der Grenze zur Schweiz
- Les Mouilles (550 m) auf dem Plateau am Jurafuß
- La Baronne (590 m) am Jurafuß
- Saint-Gix (569 m) in der Talmulde zwischen dem Mont Mussy und dem Jurakamm

Nachbargemeinden von Divonne-les-Bains sind Grilly im Süden, Vesancy, Mijoux und Lajoux im Westen, Prémanon im Norden sowie die schweizerischen Gemeinden La Rippe im Nordosten, Crassier und Bogis-Bossey im Osten, Chavannes-de-Bogis und Chavannes-des-Bois im Süden.

## Geschichte

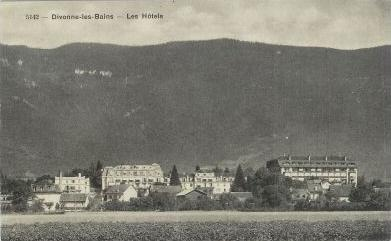
Postkarte von ca. 1920

Das Gemeindegebiet von Divonne-les-Bains war bereits während der Römerzeit besiedelt. Bei La Buzelle wurden Überreste einer römischen Villa gefunden. Im Weiteren sind auch Spuren eines römischen Aquädukts erhalten, mit dem das Quellwasser der Divonne zur Stadt Colonia Iulia Equestris (an der Stelle des heutigen Nyon) geführt wurde.
Erstmals urkundlich erwähnt wird Divonne im Jahre 1110 unter dem Namen Divonae. Im Lauf der Zeit änderte sich die Schreibweise über Divonna (1137), Divona (1164), Dyvona (1385), Dyvone (1398) und Dyvonne (1509) zum heutigen Namen Divonne, der seit 1676 schriftlich belegt ist. Der Ortsname ist keltischen Ursprungs und bedeutet etwa so viel wie Quelle der Götter.
Im 12. Jahrhundert bildete Divonne zunächst eine eigene Herrschaft, die jedoch bald in Abhängigkeit von den Herren von Gex geriet und mit diesen an die Grafen von Genf überging. Ab 1353 befand sich Divonne unter savoyischer Herrschaft. Zusammen mit dem restlichen Teil des Pays de Gex fiel Divonne 1536 als Landvogtei an die Berner, welche die Reformation einführten. Mit dem Vertrag von Lausanne ging Divonne 1564 zurück an das Haus Savoyen, gelangte jedoch 1590 im Zuge der Kriege zwischen Genf und Savoyen unter Genfer Herrschaft. Durch den Vertrag von Lyon kam der Ort 1601 an Frankreich, das die Rekatholisierung des Gebietes förderte. Als die reformierte Kirche von Divonne 1662 aufgehoben wurde, nahmen viele Bewohner die Auswanderung in die benachbarten bernischen Vogteien Nyon und Bonmont auf sich.
Mit der Neuorganisation der Verwaltungsgliederung im Raum Genf im Rahmen des Wiener Kongresses verblieb Divonne bei Frankreich, gehörte jedoch der Freihandelszone an, welche das gesamte Genfer Becken umfasste. So entstanden enge wirtschaftliche Beziehungen mit der Stadt Genf. Ab 1849 wurden die Quellen der Divonne gefasst und für den Kurbadebetrieb genutzt, wodurch die Ortschaft überregional bekannt wurde. Als Folge davon wurde 1892 der offizielle Gemeindename Divonne-les-Bains eingeführt. Zu einer Gebietsveränderung kam es am 15. Februar 1965, als die bis dahin selbständige Gemeinde Vésenex-Crassy nach Divonne-les-Bains eingemeindet wurde.

## Bevölkerung
| Jahr                       | 1962 | 1968 | 1975 | 1982 | 1990 | 1999 | 2006 | 2012 | 2021   |
| Einwohner                  | 2716 | 3276 | 4238 | 4783 | 5580 | 6171 | 7400 | 8615 | 10.137 |
| Quellen: Cassini und INSEE |      |      |      |      |      |      |      |      |        |

Mit 10.300 Einwohnern (Stand 1. Januar 2022) gehört Divonne-les-Bains zu den größeren Gemeinden des Départements Ain. Seit den 1950er-Jahren wurde ein kontinuierliches starkes Bevölkerungswachstum verzeichnet, das bis heute anhält. Außerhalb des alten Ortskerns entstanden zahlreiche Ein- und Mehrfamilienhäuser sowie Wohnblöcke. Mittlerweile ist das Gebiet um Divonne-les-Bains locker mit Wohn- und Gewerbesiedlungen überbaut. Heute zählt die Gemeinde zum äußeren Agglomerationsgürtel von Genf. Die Ortsbewohner von Divonne-les-Bains heißen auf Französisch Divonnais.

## Sehenswürdigkeiten

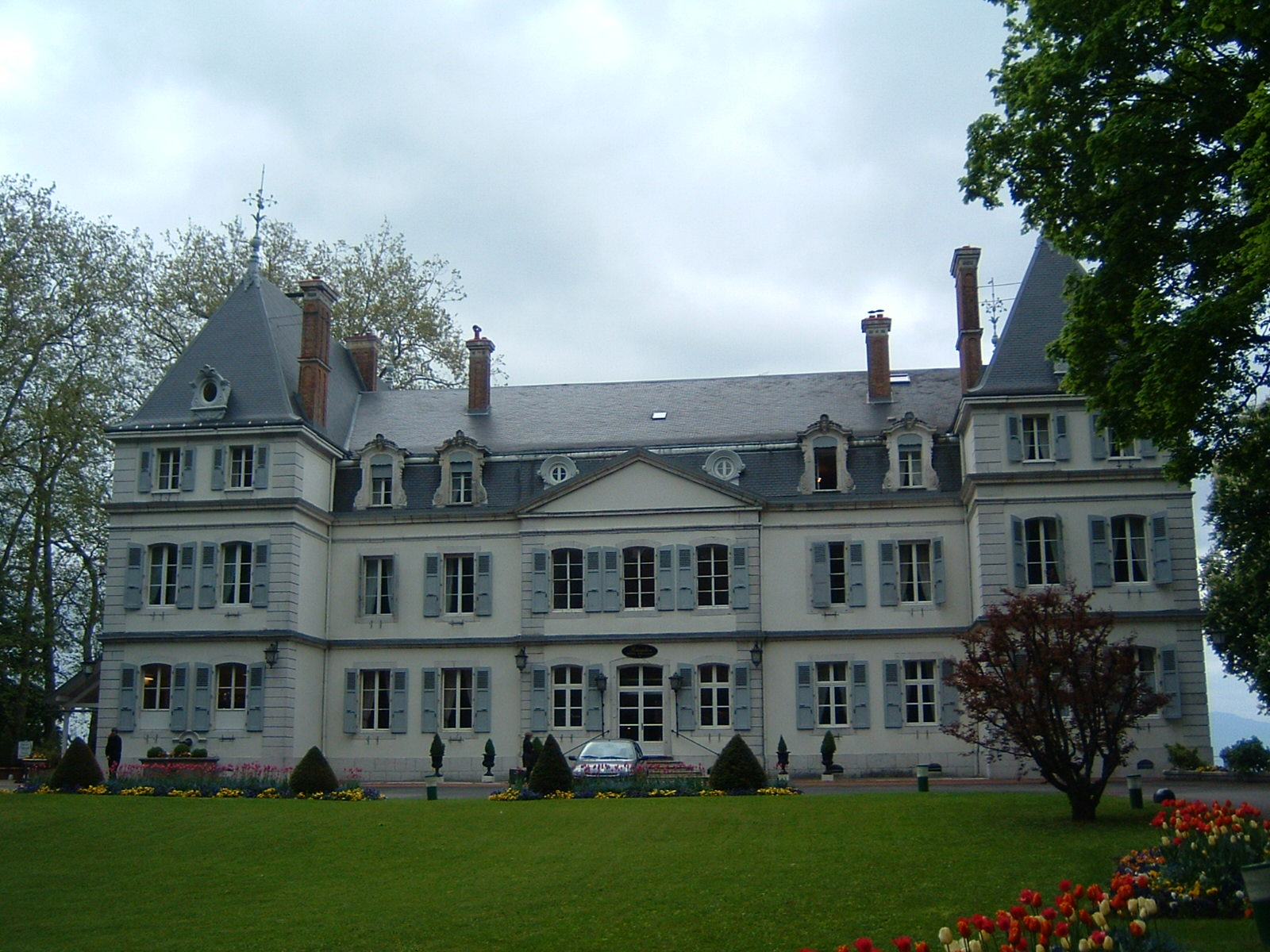
Schloss in Divonne

Die Pfarrkirche Saint-Étienne in Divonne-les-Bains erhielt ihre heutige Gestalt beim Neubau im 19. Jahrhundert. Kapellen gibt es in Vésenex und Crassy. Das Château de Divonne wurde im 16. Jahrhundert an der Stelle einer ursprünglich aus dem 11. Jahrhundert stammenden Burg errichtet. Es wurde von 1765 bis 1770 restauriert, in der zweiten Hälfte des 19. Jahrhunderts vergrößert und besitzt eine neugotische Schlosskapelle mit Bronzealtar und Wandmalereien. Heute dient das von einem schönen Park umgebene Schloss als Hotel. In Crassy steht ein Schloss, das ursprünglich auf eine mittelalterliche Burg zurückgeht und im 17. Jahrhundert umgestaltet wurde.

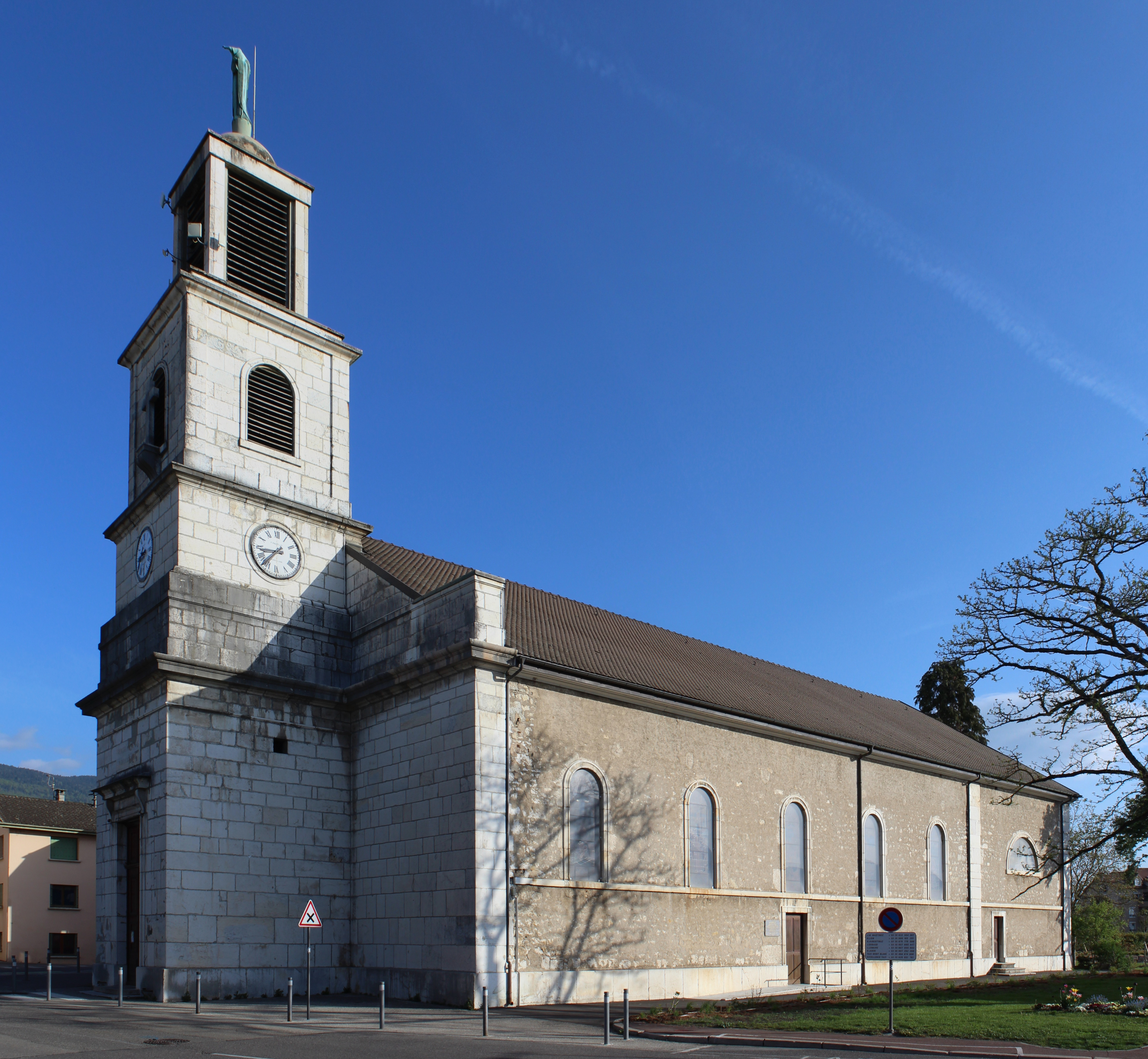
Kirche Saint-Étienne
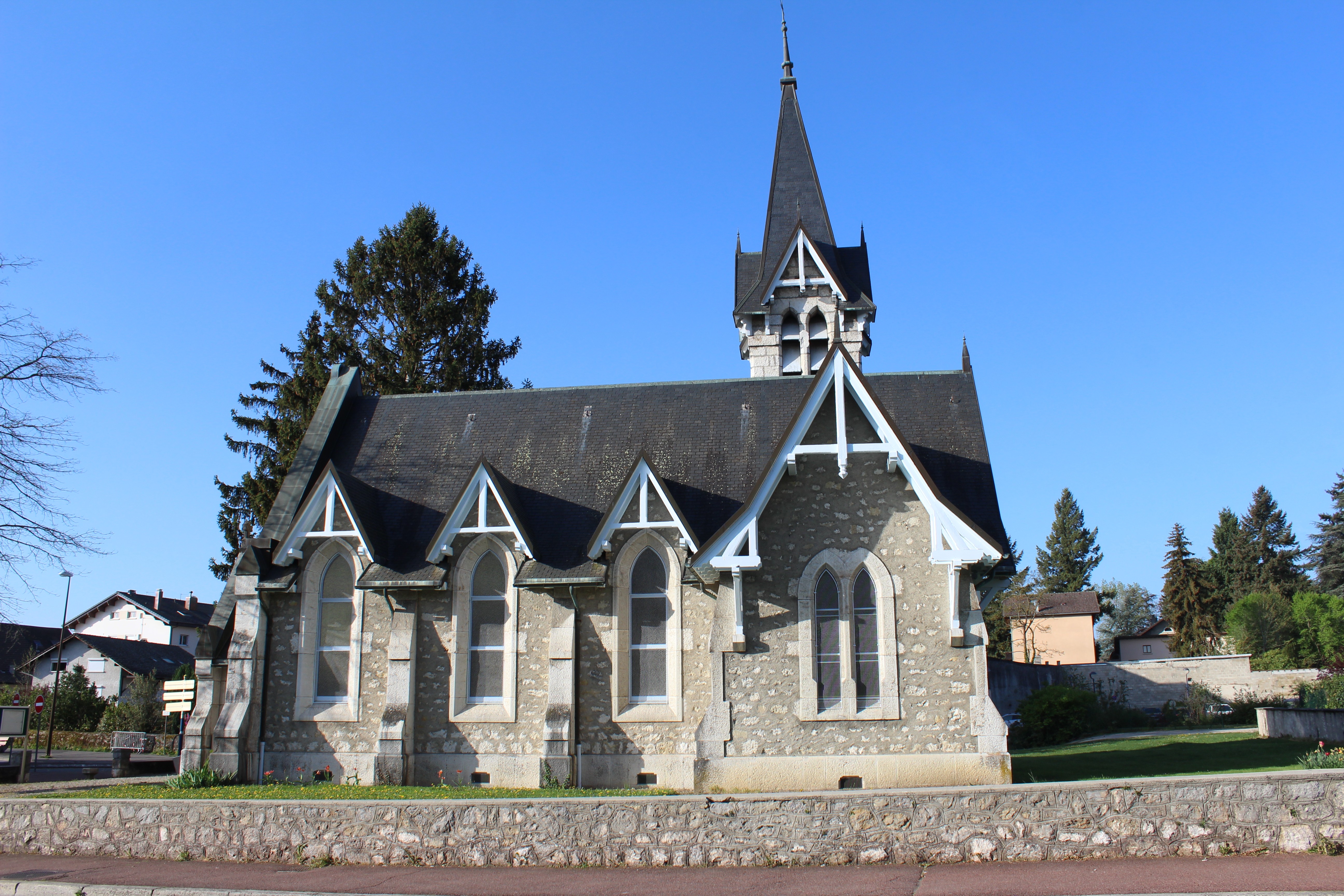
Protestantische Kirche
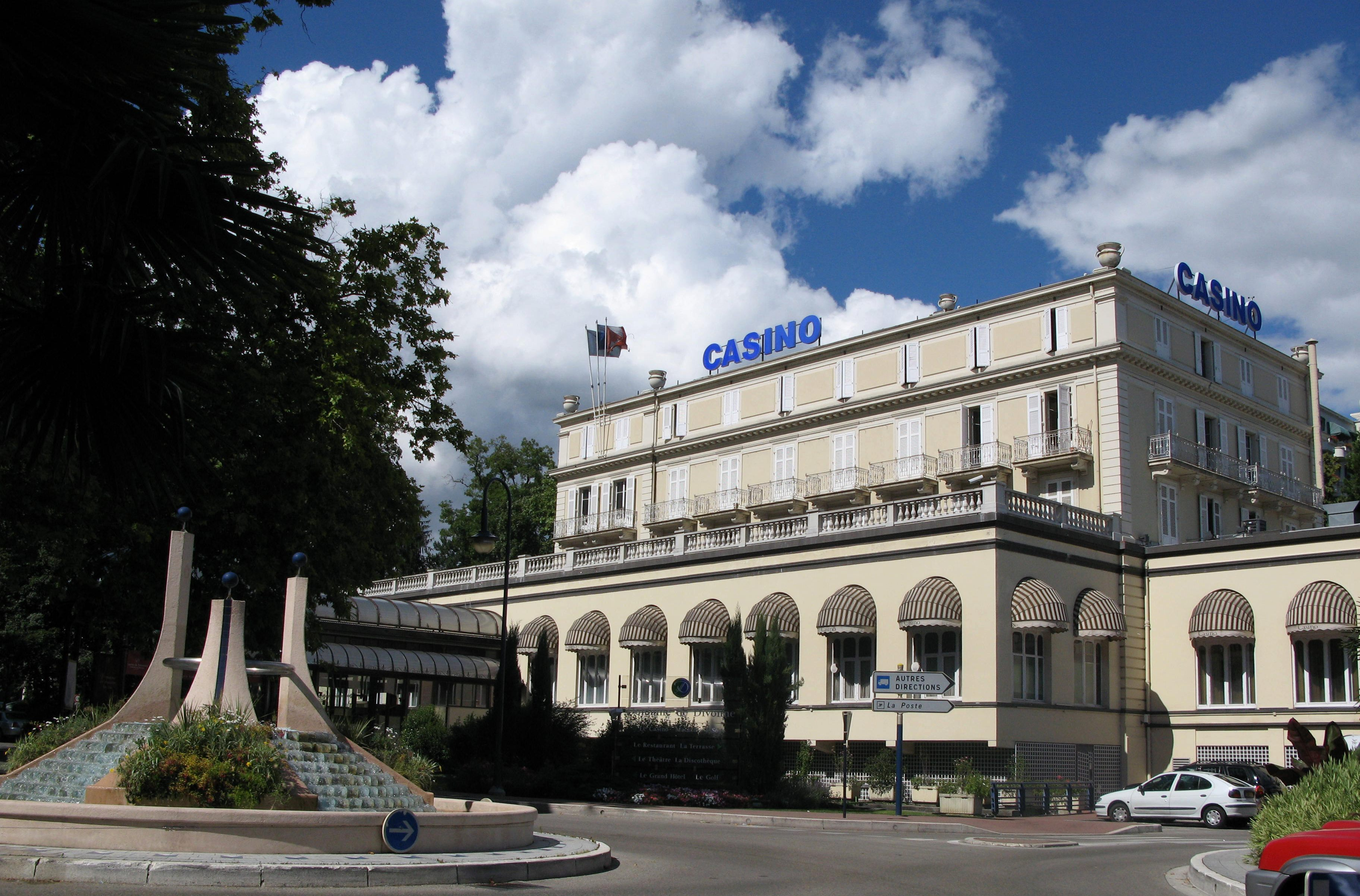
Casino in Divonne-les-Bains
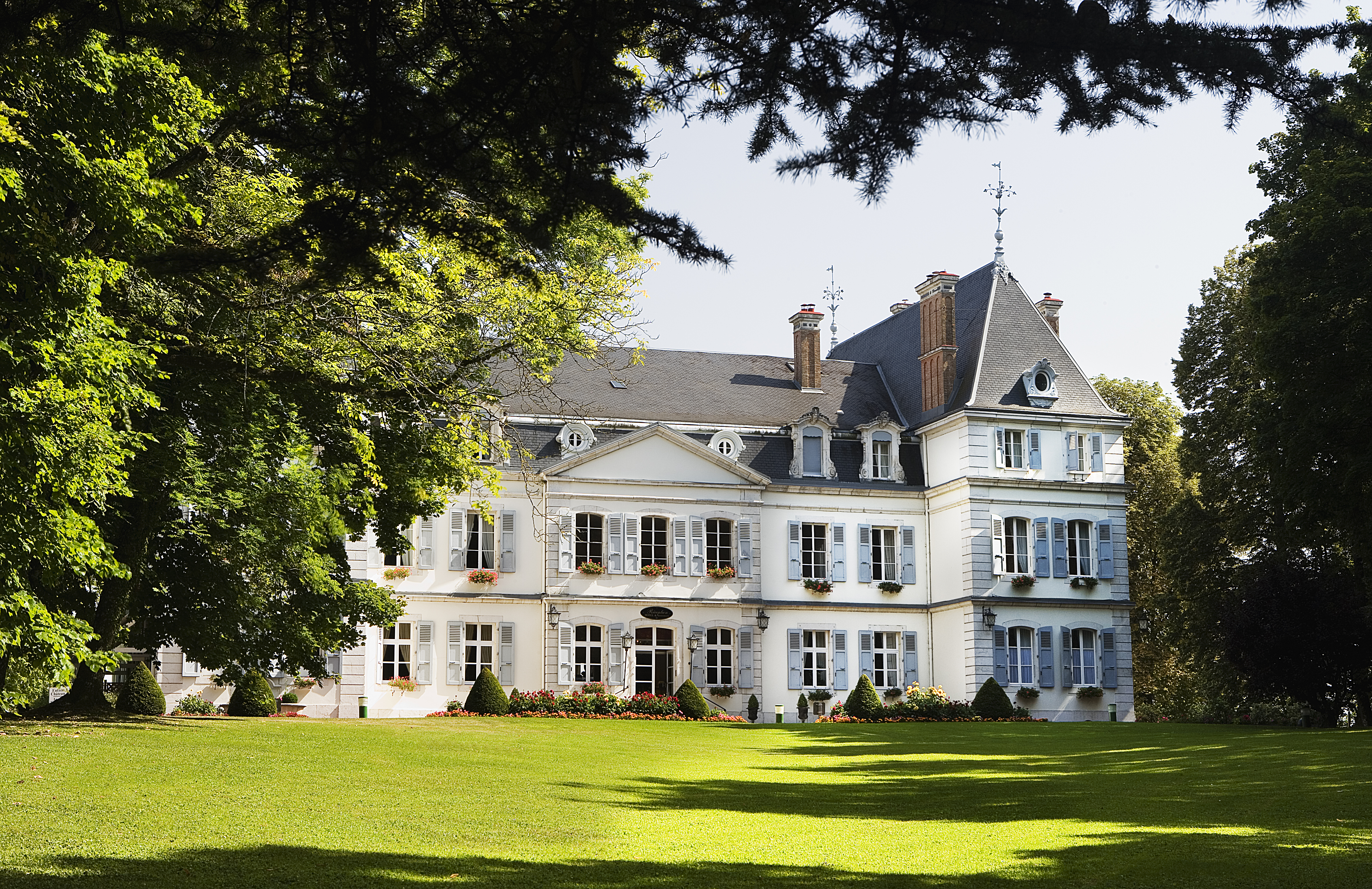
Schloss Divonne
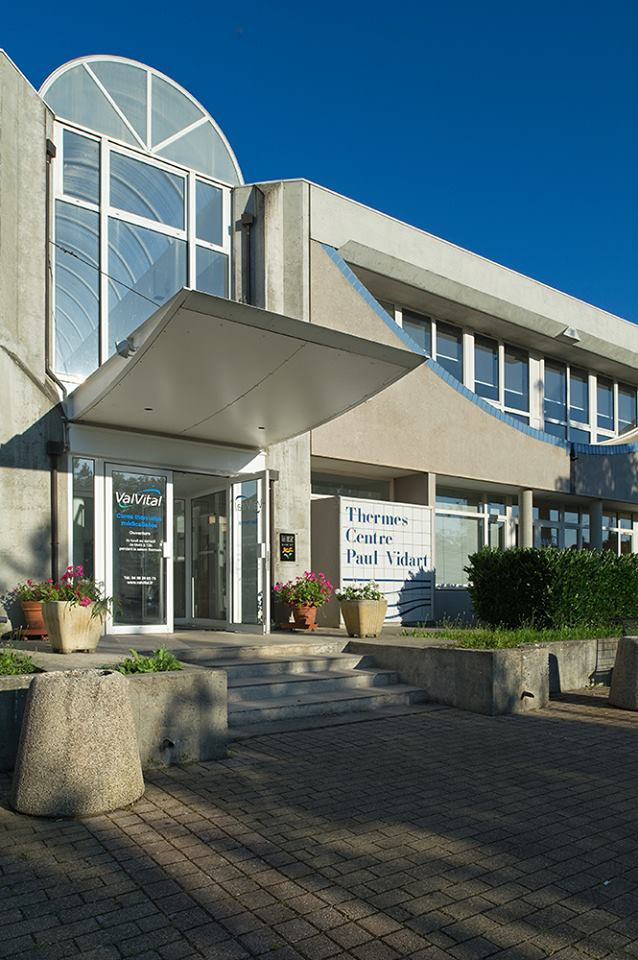
Paul-Vidart-Therme
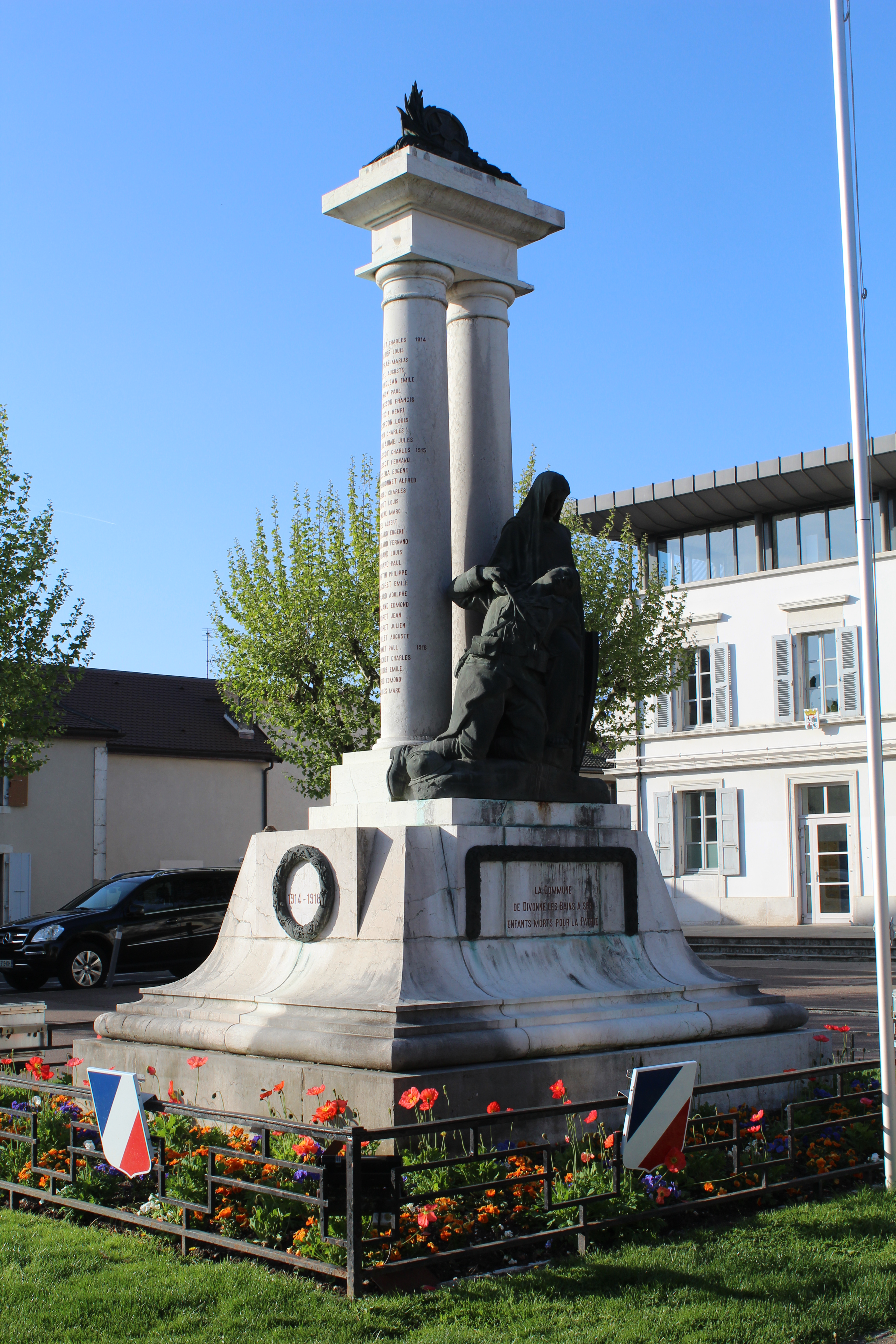
Gefallenendenkmal

## Wirtschaft und Infrastruktur

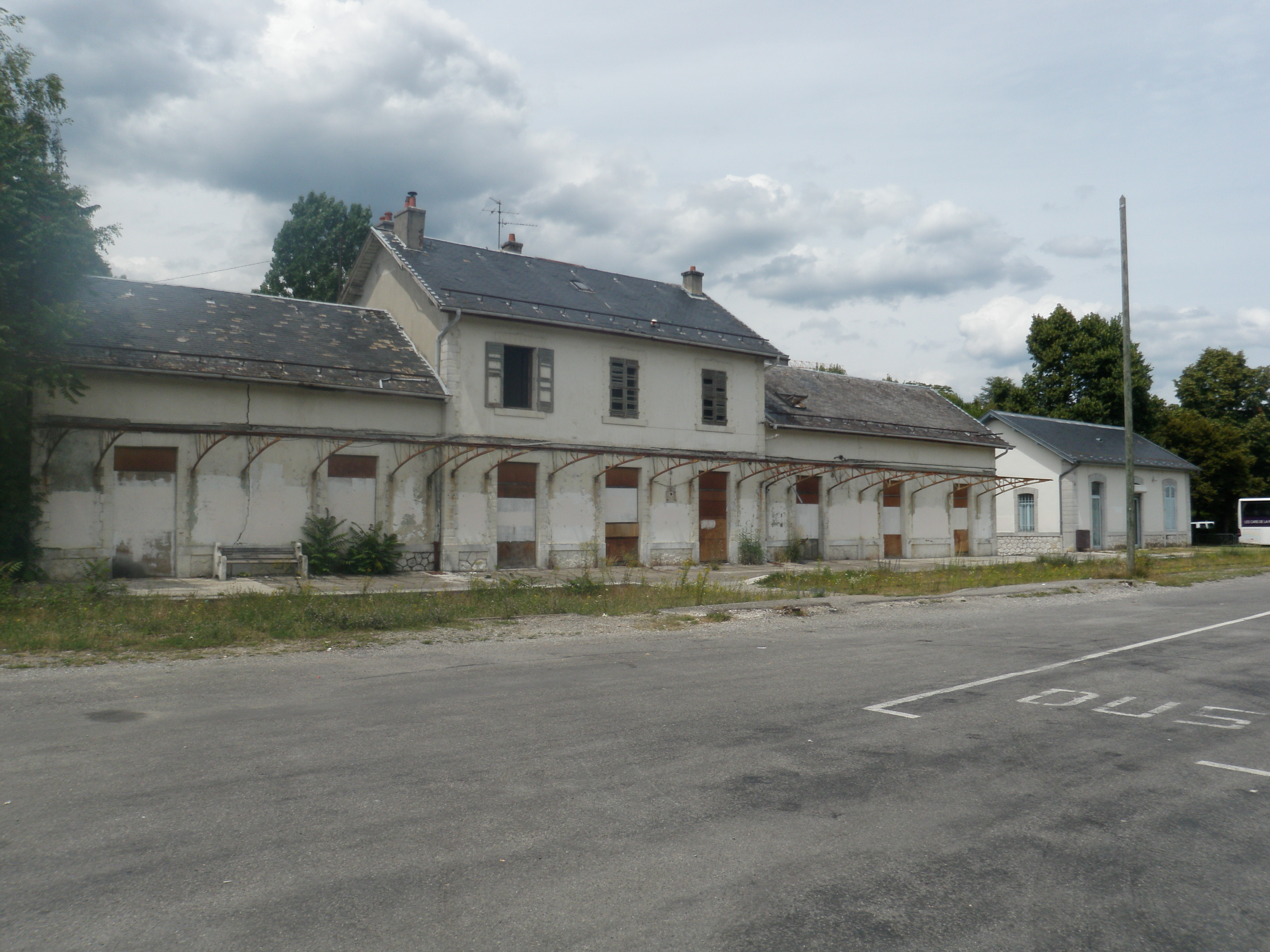
Ehemaliger Bahnhof von Divonne-les-Bains (Gleisseite)

Divonne-les-Bains war bis zu Beginn des 20. Jahrhunderts ein vorwiegend durch die Landwirtschaft und den Kurbetrieb geprägtes Dorf. Heute besitzt die Landwirtschaft nur noch einen geringen Stellenwert. Seit den 1950er-Jahren entwickelte sich Divonne-les-Bains allmählich zu einem Wohnort für die Agglomeration von Genf. Heute gibt es zahlreiche Betriebe des Klein- und Mittelgewerbes sowie verschiedene Industrien, Bau- und Handelsfirmen und Unternehmen des Dienstleistungssektors. Gewerbe- und Industriezonen entwickelten sich vor allem in der Ebene südlich des alten Ortskerns. Zahlreiche Erwerbstätige sind auch Wegpendler, die als Grenzgänger in der Agglomeration Genf arbeiten.
Seit den 1970er-Jahren entwickelte sich Divonne-les-Bains zu einem attraktiven Freizeitzentrum, dessen Einzugsbereich weit in die Schweiz (Kantone Waadt und Genf) hineinreicht. Zu den bedeutenden Anziehungspunkten zählen der Lac de Divonne, das Casino (1954 erbaut), die Thermen, die Pferderennbahn, der Golfplatz, das Kulturzentrum Esplanade du Lac und das Forestland.
Die Gemeinde ist verkehrsmäßig sehr gut erschlossen. Sie liegt an der Hauptstraße, die von Gex nach Nyon führt. Weitere wichtige Straßenverbindungen bestehen mit Genf und Coppet. Der nächste Anschluss an die Autobahn, die schweizerische A1, befindet sich in einer Entfernung von rund 3 km. Die einstige Bahnlinie, die von Bellegarde-sur-Valserine nach Divonne-les-Bains führte, wurde stillgelegt und wird heute durch eine Buslinie ersetzt. Von 1905 bis 1962 konnte Nyon über die Bahnstrecke Nyon–Divonne erreicht werden, heute ist sie stillgelegt und abgebaut. Auch der Flughafen Genève-Cointrin ist gut erreichbar.
In Divonne-les-Bains befinden sich drei öffentliche Grundschulen (école primaire) mit ein- oder angegliederten Vorschulklassen und eine Gesamtschule (collège).

## Persönlichkeiten
- Marcel Anthonioz (1911–1976), Politiker